# Плавичянка
Плавичянка (на румънски: Plăviceanca) е село в окръг Олт, Румъния.

## Население
Численост на населението според преброяванията през годините:
| Година | Население |
| 2002   | 435       |
| 2011   | 370       |

### Българи
Село Плавичянка, наричано още Сърби (около 170 къщи), e с предимно етнически български произход. Българският език е почти изчезнал. Основано е като катун на село Градини през 1821 г., от българи-бежанци. Етнографски са от групата на шопите-марачине и произхождат от селищата между реките Вит и Искър-Крушовене, Сливовица, Гиген, Брест. В селото се заселват и българи от Източна България. Българите в Плавичянка са от групите на биволарите и градинарите. Местните българи построяват през 1850 г. църквата Успение Богородично. Въпреки че са наричани от съседите румънци с етнонима сърби, жителите на селото демонстрират българско самосъзнание. В периода 1910 – 1920 г. в селото са живеели 260 българи от Никополско.